# Obchodní akademie Vinohradská
Obchodní akademie, Praha 2, Vinohradská 38 je střední škola nabízející studentům čtyřleté maturitní obory vzdělání: Obchodní akademie (se zaměřením buďto na Ekonomiku a podnikání v EU nebo na Cestovní ruch) a Ekonomické lyceum. Jedná se o jednu z nejstarších obchodních škol v Praze.[zdroj⁠?!] Výuka zde začala ve školním roce 1909/1910.[zdroj?]
Škola je dostupná z náměstí Míru a stanic metra trasy A a C. 
Studuje zde 531 žáků v 19 třídách. Škola je vybavena pomůckami pro výuku informatiky a cizích jazyků. Je zde pět odborných učeben vybavených počítači s pevným připojením na Internet. Dále mají studenti možnost využívat výpočetní techniku k samostudiu v odpočívárně. Každý žák povinně volí dva cizí jazyky z nabídky: AJ, NJ, FJ, RJ a ŠJ (od 3. ročníku mohou studenti studovat volitelně třetí cizí jazyk).
Budova školy (původně Veřejná obchodní škola gremia pražského obchodnictva) byla postavena v letech 1924 a 1925 podle plánů Františka Kavalíra v expresivním  puristickém stylu; sochařskou výzdobu provedl Karel Dvořák. Je od roku 1976 kulturní památkou.

## Vedení školy
- Ředitel školy: RNDr. Milan Macek, CSc.
- Statutární zástupkyně ředitele: Ing. Věra Kašparová
- Zástupce ředitele: Mgr. Ivan Kořínek

## Jiné školní aktivity
Noví žáci 1. ročníků zahajují své studium čtyřdenním adaptačním kurzem se sportovním a kulturním využitím. Dále se v zimě účastní lyžařského výcvikového kurzu.
Pro 2. ročníky zaměřené na Cestovní ruch je pořádán cykloturistický kurz. K doplnění výuky navštěvují studenti též řadu jazykových a výměnných pobytů v zahraničí. Škola se zapojuje do každoročního mezinárodního veletrhu fiktivních firem.
OA Vinohradská je Fakultní cvičná škola Fakulty financí a účetnictví Vysoké školy ekonomické v Praze.